# 戦傷病者戦没者遺族等援護法
戦傷病者戦没者遺族等援護法（せんしょうびょうしゃせんぼつしゃいぞくとうえんごほう、昭和27年4月30日法律第127号）は、軍人軍属等の公務上の負傷・疾病・死亡に関する、国家補償の精神に基づく援護に関する日本の法律である。「援護法」などと略される。
厚生労働省社会・援護局援護・業務課が所管し、総務省恩給業務管理官職（旧：人事・恩給局）と連携して執行にあたる。

## 構成
- 第1章 総則（1 - 6条）
- 第2章 援護
  - 第1節 障害年金及び障害一時金の支給（7 - 22条）
  - 第2節 遺族年金及び遺族給与金の支給（23 - 33条）
  - 第3節 弔慰金の支給（34 - 39条）
- 第3章 不服申立て（40 - 42条の2）
- 第4章 雑則（43 - 51条）
- 附則